# Love Goes
Love Goes es el tercer álbum de estudio del cantante británico Sam Smith, fue lanzado el 30 de octubre de 2020 a través de Capitol Records. El 30 de marzo de 2020 mediante su cuenta de Twitter el cantante anunció que había tomado la decisión de renombrar el álbum y retrasar la fecha de lanzamiento del mismo para hacer cambios y adiciones importantes al proyecto que será lanzado en algún momento de 2020.
Originalmente iba a llamarse "To Die For", al igual que el sencillo lanzado el 14 de febrero de 2020.

## Antecedentes
En una entrevista con Zach Sang en octubre de 2019, Smith confirmó que su tercer álbum sería lanzado en 2020, y dijo que contendría "menos baladas y un montón de pistas más pop" que sus álbumes anteriores, que llamaron una "versión acústica y conmovedora de la música pop". Smith continuó explicando que la recepción de sus últimas canciones "casi me ha dado permiso para hacer lo que siempre he soñado hacer, pero que siempre me ha dado miedo, que es la música pop". Smith describió el álbum como su "primer álbum de desamor propiamente dicho". En una entrevista con Zane Lowe, de Apple Music, Smith dijo:

"Diría que es la primera vez que me han roto el corazón de verdad. Esa sensación de que se han ido, no puedes dormir, la sensación realmente mala. Las otras eran la idea y era puro amor no correspondido. Esto, me gustaría decir que nos amábamos. Así que, definitivamente, definitivamente lo amaba. Así que sí, fue lo correcto."

Smith abrió una tienda pop-up en Soho, Londres con el nombre del álbum en febrero de 2020 antes del lanzamiento del sencillo "To Die For".
El 15 de julio de 2021, la canción que da título al álbum apareció en el episodio final de la segunda temporada de la serie de Netflix Never Have I Ever.

## Lanzamiento y título
Originalmente planeado para ser titulado To Die For, el tercer álbum de Smith iba a ser lanzado el 1 de mayo de 2020, pero luego fue retrasado al 5 de junio de 2020. A finales de marzo, Smith había confirmado que habían decidido retrasar el álbum hasta finales de año debido a la pandemia de COVID-19. En su cuenta de redes sociales, publicaron el siguiente mensaje: "He pensado mucho en las últimas semanas y siento que el título de mi álbum y el lanzamiento inminente no se siente bien.... He tomado la decisión de seguir trabajando en el álbum y hacer algunos cambios y añadidos importantes. Voy a cambiar el nombre del álbum y retrasar la fecha de lanzamiento, ambos por confirmar en este momento".
El viernes 17 de abril, Smith explicó las razones para cambiar el álbum durante una entrevista con Zoe Ball en BBC Radio 2, afirmando que el "álbum tenía la palabra 'morir' en el título, con lo que me sentí realmente incómodo, con lo que está pasando [coronavirus] y es tan importante para mí ser sensible con mis fans y con la gente que escucha mi música. Este ha sido un momento realmente triste y horrible para nosotros, así que he cambiado el título del álbum, voy a cambiar la portada del álbum." El arte de la portada original mostraba a Smith de frente con las manos a su alrededor. Las manos de la portada del álbum pertenecen a la "familia elegida" de Smith, Shea Diamond, Alok Menon, Jeff Hova y Madison Phillips. Al posponer el álbum, Smith anunció que se produciría un nuevo arte de portada.

## Sencillos
Antes de su retraso, Smith había lanzado varios sencillos para promocionar el álbum. "Promises" con Calvin Harris, "Fire on Fire" de la miniserie Watership Down, "Dancing with a Stranger" con Normani, "How Do You Sleep", "I Feel Love" (versión de Smith del sencillo de Donna Summer de 1977), "To Die For", y "I'm Ready" con Demi Lovato estaban incluidas en el pedido anticipado original del álbum, pero ahora están todas incluidas como canciones extra en el álbum, con la excepción de "I Feel Love".
"My Oasis" con Burna Boy fue lanzado como el sencillo principal del álbum el 30 de julio de 2020, seguido del segundo sencillo "Diamonds" el 18 de septiembre de 2020. Con el lanzamiento del álbum, se estrenó el vídeo musical de "Kids Again" que sirvió como tercer sencillo.

## Recepción crítica
En Metacritic, que asigna una puntuación normalizada sobre 100 a las críticas de las principales publicaciones, Love Goes recibió una puntuación media de 64 basada en 13 críticas, lo que indica "críticas generalmente favorables". La crítica de Alexis Petridis para The Guardian describió Love Goes como un "álbum de desamor [que] juega sobre seguro en tiempos difíciles", señalando que "Smith intenta mezclar desesperación con euforia en un álbum que ofrece mucha melancolía pero poco brillo". En cuanto a la producción, Petridis dijo que el álbum se diferenciaba de los trabajos anteriores de Smith en que cambiaba "las aflicciones retro-soul" por "una electrónica pop brumosa, suaves matices de tropical house y coros con Auto-Tune". Robin Murray de Clash otorgó al álbum un seis sobre diez, calificándolo como "una historia de desamor que podría beneficiarse del enfoque", señalando que el listado de canciones contenía 17 temas y aunque había algunos "momentos pop ejemplares", "le cuesta mantener el impulso". De forma similar, Fiona Sturges de The Independent se refirió a Love Goes como uno de los "álbumes de ruptura razonables que es probable que escuches" y que "desearías que diera unos cuantos golpes". En otra parte de la crítica, Sturges afirma: "En su mayor parte, el estado de ánimo es pensativo, abundan las baladas y el ritmo es glacial, con pocos indicios del desenfreno que supuestamente anhela el cantante. El mérito de Smith, pero también su perdición, es que son demasiado agradables". En su crítica para NME, Ilana Kaplan afirmó que, aunque Smith dijo que el álbum tendría "menos baladas y un montón de temas más pop", "en el fondo es la habilidad de Smith para la savia y el soul -y sus singulares y escalofriantes voces- lo que constituye la base del disco. A la hora de componer, Smith oscila hacia lo conocido"."
Al escribir una crítica para The New York Times, Jon Pareles fue más elogioso, centrándose en la voz de Smith, calificándola de "instrumento prodigioso: un croar nacarado y andrógino, a la vez poderoso e indefenso". Destacando el trabajo de Smith con colaboradores conocidos (Jimmy Napes, Guy Lawrence y Stargate, entre otros), Pareles dijo que "construyeron temas pop pulcramente estructurados, inmediatamente legibles, que abren reverberaciones del tamaño de un estadio y a veces hacen señas hacia la pista de baile". Muchas de las nuevas canciones de Smith también despiertan una nueva y fuerte emoción: el resentimiento de un amante traicionado. La bilis y el ritmo cortan la autocompasión, aunque no sería un álbum de Sam Smith sin un buen revolcón o cinco". Leah Greenblatt de Entertainment Weekly también elogió el álbum, diciendo que "el disco sigue arraigado en una especie de vulnerabilidad de venas abiertas; el magullado y tierno manifiesto de un Kid Who Cares Too Much". Elogió las baladas del álbum: "son las baladas bellamente compuestas -heridas, desvanecidas, impregnadas de arrepentimiento- las que tienden a liderar", destacando especialmente "For the Lover That I Lost" y "Breaking Hearts".

## Recepción comercial
Love Goes debutó en el número cinco de la lista estadounidense Billboard 200, consiguiendo 41 000 unidades equivalentes a un álbum (incluidas 18 000 copias como ventas puras de álbumes) en su primera semana. Este se convirtió en el tercer álbum de Smith en el top ten de Estados Unidos. Las canciones del álbum también acumularon un total de 29,66 millones de streams bajo demanda esa semana. En mayo de 2021, Universal Music UK ha declarado que Love Goes ha alcanzado los 4. 5 millones en unidades globales.

## Lista de canciones
| Love Goes |                                                       |                                                                  |                           |          |  |
| N.º       | Título                                                | Escritor(es)                                                     | Productor(es)             | Duración |  |
| 1.        | «Young»                                               | Sam Smith y Steve Mac                                            | Mac                       | 2:32     |  |
| 2.        | «Diamonds»                                            | Smith, Oscar Görres, Olly Alexander y Johan «Shellbeck» Schuster | Görres y Shellback        | 3:32     |  |
| 3.        | «Another One»                                         | Smith, Noonie Bao y Linus «Lotus I Wiklund                       | Lotus IV y Guy Lawrence   | 3:07     |  |
| 4.        | «My Oasis» (junto a Burna Boy)                        | Smith, James Napier y Damini Ogulu                               | Napes e Ilya              | 2:59     |  |
| 5.        | «So Serious»                                          | Smith, Bao y Wiklund                                             | Lotus IV                  | 2:51     |  |
| 6.        | «Dance ('Til You Love Someone Else)»                  | Smith, Amy Allen y Ben Ash                                       | Two Inch Punch y Lawrence | 3:43     |  |
| 7.        | «For the Lover That I Lost»                           | Smith, Napier, Mikkel S. Eriksen y Tor Hermansen                 | Napes                     | 2:56     |  |
| 8.        | «Breaking Hearts»                                     | Smith y Napier                                                   | Napes                     | 2:42     |  |
| 9.        | «Forgive Myself»                                      | Smith, Napier, Eriksen y Hermansen                               | Napes y StarGate          | 3:39     |  |
| 10.       | «Love Goes» (junto a Labrinth)                        | Smith y Timothy McKenzie                                         | Labrinth                  | 4:44     |  |
| 11.       | «Kids Again»                                          | Smith, Ryan Tedder, Ali Tamposi, Andrew Watt y Louis Bell        | Watt                      | 3:27     |  |
| 12.       | «Dancing with a Stranger» (con Normani) (pista extra) | Smith, Napier, Eriksen, Hermansen y Normani Hamilton             | Napes y StarGate          | 2:51     |  |
| 13.       | «How Do You Sleep?» (pista extra)                     | Smith, Savan Kotecha, Max Martin e Ilya Salmanzadeh              | Ilya                      | 3:22     |  |
| 14.       | «To Die For» (pista extra)                            | Smith, Napier, Hermansen y Eriksen                               | Napes y StarGate          | 3:13     |  |
| 15.       | «I'm Ready» (con Demi Lovato) (pista extra)           | Smith, Lovato, Kotecha, Salmanzadeh y Peter Svensson             | Ilya                      | 3:20     |  |
| 16.       | «Fire on Fire» (pista extra)                          | Smith                                                            | Mac                       | 4:06     |  |
| 17.       | «Promises» (con Calvin Harris) (pista extra)          | Smith, Jessie Reyez y Adam Wiles                                 | Calvin Harris             | 3:35     |  |
| 56:39     |                                                       |                                                                  |                           |          |  |

| Edición de Target |                 |              |               |          |  |
| N.º               | Título          | Escritor(es) | Productor(es) | Duración |  |
| 18.               | «Sober»         | Smith        |               |          |  |
| 19.               | «Laurel Canyon» | Smith        |               |          |  |

| Edición japonesa |                  |                                                             |                                |          |  |
| N.º              | Título           | Escritor(es)                                                | Productor(es)                  | Duración |  |
| 18.              | «Sober»          | Smith                                                       |                                |          |  |
| 19.              | «Laurel Canyon»  | Smith                                                       |                                |          |  |
| 20.              | «Fix You (live)» | Chris Martin, Guy Berryman, Johnny Buckland y Will Champion | Dave Odlum y Steve Fitzmaurice | 4:17     |  |

Notas
- «For the Lover That I Lost» fue grabada originalmente por Celine Dion e incluida en su álbum Courage (2019).
- Según los créditos del álbum, «Promises» contiene la voz de Jessie Reyez, aunque Reyez no se acredita como invitada en la canción.

## Charts

### Weekly charts
| Chart (2020)                        | Peak position |
| ----------------------------------- | ------------- |
| Australia (ARIA)                    | 3             |
| Austria (Ö3 Austria)                | 16            |
| Bélgica (Ultratop flamenca)         | 5             |
| Bélgica (Ultratop valona)           | 18            |
| Canadá (Billboard Canadian Albums)  | 3             |
| República Checa (ČNS IFPI)          | 59            |
| Dinamarca (Hitlisten)               | 12            |
| Países Bajos (Album Top 100)        | 6             |
| Finlandia (Suomen Virallinen Lista) | 14            |
| Francia (SNEP)                      | 29            |
| Alemania (Offizielle Top 100)       | 11            |
| Irlanda (OCC)                       | 3             |
| Italia (FIMI)                       | 20            |
| Japón (Billboard Japan)             | 34            |
| Japón (Oricon)                      | 50            |
| Nueva Zelanda (Recorded Music NZ)   | 4             |
| Noruega (VG-lista)                  | 6             |
| Polonia (ZPAV)                      | 14            |
| Portugal (AFP)                      | 14            |
| Escocia (Scottish Albums Chart)     | 3             |
| Eslovaquia (ČNS IFPI)               | 41            |
| Corea del Sur (Gaon)                | 85            |
| España (PROMUSICAE)                 | 13            |
| Suecia (Sverigetopplistan)          | 12            |
| Suiza (Schweizer Hitparade)         | 6             |
| Reino Unido (UK Albums Chart)       | 2             |
| Estados Unidos (Billboard 200)      | 5             |

### Year-end charts
| Chart (2020)      | Position |
| ----------------- | -------- |
| Reino Unido (OCC) | 59       |

| Chart (2021)                    | Posición |
| ------------------------------- | -------- |
| Australia (ARIA)                | 43       |
| Nueva Zelanda (RMNZ)            | 37       |
| España (PROMUSICAE)             | 94       |
| Reino Unido (OCC)               | 70       |
| Estados Unidos US Billboard 200 | 191      |

## Personal y créditos
Créditos adaptados del sitio web de Smith.

### Estudios de grabación
- Estudios Abbey Road; Londres, Reino Unido (grabación - pista 16)
- BLND Studios; Suecia (grabación - pista 15)
- Estudios Do a Little Dance; Estocolmo, Suecia (grabación - pista 2)
- God's Eye Studios; Los Ángeles, California (mezcla - pista 17)
- Gold Tooth Music; Beverley Hills, California (grabación - pista 11)
- House Mouse Studios; Estocolmo, Suecia (grabación - pista 2)
- Kensal Town Studios; Londres, Reino Unido (grabación - pista 18)
- London Lane Studios; Londres, Reino Unido (grabación - pista 4, 8, 18)
- Lotus Library; Los Ángeles, California (grabación - pista 3, 5)
- Lotus Lounge; Estocolmo, Suecia (grabación - pista 3, 5)
- MixStar Studios; Virginia Beach, Virginia (mezcla - pista 2-3, 5-6, 13, 15-16)
- MXM Studios; Los Ángeles, California (grabación - pista 4, 13, 15)
- MXM Studios; Estocolmo, Suecia (grabación - pista 15)
- Pacifique Studios; Los Ángeles, California (mezcla - pista 12)
- Platinum Door Studios; Atlanta, Georgia (mezcla - pista 14)
- RAK Studios; Londres, Reino Unido (grabación - pista 2, 7, 10)
- Rokstone Studios; Londres, Reino Unido (grabación - pista 1, 7)
- Sterling Sound; (Nashville, Tennessee) (masterización - pista 2-9, 11-16, 18-19)
- The Exchange (Mike Marsh Mastering); Devon, Reino Unido (masterización - pista 17)
- The Mixsuite; Los Ángeles, California (mezcla - pista 11)
- The Pierce Rooms; Londres, Reino Unido (mezcla - pista 4, 7-10, 18-20)
- The Stellar House; Venice, California (grabación - pista 9, 12, 14)
- The Windmill Recording Studios; Norfolk, Reino Unido (grabación - pista 20)
- Yewtree Close Studio; Londres, Reino Unido (grabación - pista 10)

### Personal
Artistas
- Burna Boy  - voz principal (pista 4)
- Calvin Harris - coprotagonista (pista 17)
- Demi Lovato - co-voz principal (pista 15)
- Labrinth - voz principal, coros (pista 10)
- Normani - voz principal (pista 12)
- Sam Smith - voz principal, coros (pista 15)

Músicos y productores
- Simon Baggs - violín (pista 6)
- Louis Bell - productor (pista 11), programación (pista 11), teclados (pista 11)
- Natalie Bonner - violín (pista 10)
- Ian Burdge - primer violonchelo (pista 7, pista 10)
- Joby Burgess - percusión (pista 10)
- Eos Chater - violín (pista 6)
- Reiad Chibah - 2.ª viola (pista 7)
- Caroline Dale - sección de violonchelos (pista 10)
- Mikkel S. Eriksen - grabación (pista 9, 12)
- Philip Eastop - trompa (pista 10)
- Jonathan Evans-Jones - violín (pista 6)
- Rob Farrer - percusión (pista 10)
- Louisa Fuller - violín (pista 6)
- Richard George - violín (pista 6, 10), 2.º violín (líder) (pista 7)
- Tim Gill - primer violonchelo (pista 6)
- Oscar Görres - productor (pista 2), programación (pista 2), piano (pista 2), teclas (pista 2), guitarra (pista 2)
- Kathy Gowers - violín (pista 10)
- Brendan Grieve - productor vocal (pista 3)
- Simon Hale - director de cuerdas y arreglos (pista 6, 7, 10)
- Ollie Heath - violín (pista 6)
- Darren Heelis - bajo juno (tocado y grabado por) (pista 4, 9), programación adicional (pista 8), Wurlitzer (pista 9)
- Ian Humphreys - violín (pista 10)
- Ilya - teclas (pista 4), batería (pista 4, 13), percusión en directo (pista 4), programación (pista 4, 13), productor vocal (pista 4), productor (pista 13), arreglista (pista 13), teclado (pista 13), sintetizadores (pista 13), bajo (pista 13)
- Ruben James - piano (pista 7)
- Ben Jones - guitarra acústica (pista 4), guitarra eléctrica (pista 4), sobregrabación de guitarra (pista 12)
- Patrick Kiernan - violín (pista 6, 10)
- Rick Koster - violín (pista 6)
- Labrinth - productor (pista 10), batería (pista 10), guitarras (pista 10), ingeniero (pista 10), FX (pista 10)
- Guy Lawrence (de Disclosure) - productor (pista 3, 6), teclado (pista 3), batería (pista 3), programación (pista 3, 5), instrumentación (pista 3, 5)
- Lotus IV - productor (pista 3, 5), teclado (pista 3, 5), batería (pista 3, 5), programación (pista 3), instrumentación (pista 3), arreglista (pista 5)
- Steve Mac - productor (pista 1)
- Vicky Matthews - sección de violonchelo (pista 10)
- John Metcalfe - coordinador de la sección de viola (pista 6)
- Jodi Milliner - bajo (pista 7)
- Perry Montague-Mason - violín (pista 10)
- Steve Morris - 2.º violín (pista 7), violín (pista 10)
- Jimmy Napes - productor (pista 4, 7, 8, 9, 12), bajo (pista 4, 8), sintetizadores (pista 4), programación (pista 4, 8, 9), piano (pista 8), guitarra (pista 8), instrumentos (pista 9)
- Everton Nelson - primer violín (líder) (pista 7, 10)
- Dan Newell - trompetas (pista 10)
- Pete North - trombón bajo (pista 10)
- Tom Piggot-Smith - líder (primer violín) (pista 6)
- Hayley Pomfrett - violín

Técnicos
- Cory Bice - ingeniero (pista 13)
- Kevin "KD" Davis - ingeniero (pista 12, 14)
- Marek Demi - asistente de mezcla (pista 7, 9)
- Dan Ewins - operador de Pro Tools (cuerdas) (pista 7)
- Steve Fitzmaurice - mezclador (pista 4, 7, 8, 9, 10), ingeniero (pista 7), productor (pista 20)
- Duncan Fuller - ingeniero asistente (pista 2)
- Serban Ghenea - mezclas (pista 2, 3, 5, 6, 13)
- John Hanes - ingeniero (pista 2, 3, 5, 6, 13)
- Liam Hebb - ingeniero asistente de cuerdas (pista 7)
- Sam Holland - ingeniero (pista 13)
- Mike Horner - ingeniero de cuerdas, bajo y percusión (pista 10), ingeniero (pista 10)
- Paul LaMalfa - ingeniero/grabación (pista 11)
- Chris Laws - mezcla (pista 1), ingeniero (pista 1)
- Jeremy Lertola - ingeniero (pista 13)
- Emma Marks - ingeniera asistente (pista 10)
- Randy Merrill - masterización (pista 1, 2, 3, 4, 5, 6, 8, 9, 10, 11, 12, 13, 14)
- Robbie Nelson - ingeniero (pista 10)
- Gus Pirelli - grabación (pista 8)
- Danny Pursey - ingeniero (pista 1)
- Mark "Spike" Stent - mezcla (pista 11)
- Idania Valencia - masterización (pista 7)
- Thomas Warren - grabación (pista 9, 12)
- Matt Wolach - mezcla (asistente) (pista 11)

## Historial de lanzamiento
| Región         | Fecha                   | Formato                                         | Discográfica    | Versión  | Ref.          |
| -------------- | ----------------------- | ----------------------------------------------- | --------------- | -------- | ------------- |
| Varios         | 30 de octubre de 2020   | Casete, CD, descarga digital, streaming, vinilo | Capitol Records | Original | [ 28 ] [ 66 ] |
| Japón          | 30 de octubre de 2020   | CD                                              | Capitol Records | Japonesa | [ 31 ]        |
| Estados Unidos | 13 de noviembre de 2020 | Vinilo                                          | Capitol Records | Target   | [ 30 ]        |